# Tryphera succincta
Tryphera succincta là một loài ruồi trong họ Tachinidae.